# Athinaio
Athinaio  este un oraș în Grecia în prefectura Arcadia.